# Berettyóújfalu
Berettyóújfalu (románul: Itfalău sau Uifalău) város Hajdú-Bihar vármegyében, a Berettyóújfalui járás központja.

## Fekvése
Az Alföld keleti részének közepén helyezkedik el, a Berettyó folyó partján, Debrecentől 40, Nagyváradtól mintegy 35 kilométerre.
Szomszédai: észak felől Derecske és Tépe, kelet felől Szentpéterszeg és Váncsod, délkelet felől Mezőpeterd és Told, dél felől Mezősas, délnyugat felől Furta és Zsáka, nyugat felől Bakonszeg, Bihartorda és Sáp, északnyugat felől pedig Földes. Nagyon kevés híja, hogy nem határos dél-délkeleti irányból még Körösszegapátival is.

### Megközelítése

#### Közúton
A városon keresztülhalad, nagyjából nyugat-keleti irányban a 42-es főút, észak-déli irányban pedig a 47-es főút, ezeken könnyen elérhető Budapest-Szolnok-Püspökladány, Debrecen, illetve Szeged-Békéscsaba felől; Debrecen térségével összeköti az M35-ös autópálya is. Berettyószentmárton városrészt a 42-es főúttal a 427-es főút kapcsolja össze.
A környező települések közül Bakonszeggel és Biharnagybajommal a 4213-as, Körösszegapátival a 4217-es. Hencidával, Esztárral és Pocsajjal pedig a 4812-es út köti össze a várost.

#### Vasúton
A hazai vasútvonalak közül a MÁV 101-es számú Püspökladány–Biharkeresztes-vasútvonala halad át a településen, ez egyben Románia felé irányuló nemzetközi tranzitvonal. A vasútnak egy állomása van itt; Berettyóújfalu vasútállomás a városközpont déli szélén helyezkedik el, közúti elérését a 47-es főútból nyugat felé kiágazó 42 312-es számú mellékút (Vasút utca) biztosítja.

## Története
A környék az ókor óta lakott, a késő bronzkortól kezdve találtak tömegesen leleteket a város területén, ami az Alföld első kultúráját, a Körös-kultúra népét jelzi. A vaskorban a szkíták, szarmaták, majd a kelták, utána a hunok hódították meg. A honfoglalás után több kisebb település állt a területen, ahol félnomád gazdálkodás zajlott.
A honfoglalók legjelentősebb emléke a herpályi kolostor és ma is álló torony!
A honfoglalás után Berettyóújfalu mai helyén és határában 14-15 falu alakult ki, Herpály központtal. A települések első írásos említése a 13. században történik a Váradi regestrumban. Berettyószentmárton vám- és pénzszedőhely, Mátyás király 1481-ben vásártartási jogot adományoz a településnek.
Herpály falu egy 1418-ban keletkezett birtokmegosztó oklevél szerint négy utcával bírt. A faluban három kocsma volt: az egyik vendégszobával rendelkezett, a másik kettőhöz pince tartozott. A falu becsült létszáma nem haladta meg a háromszáz főt. A jelentőségét növelte a 12. században épített háromhajós nyugati toronypárral felépült román stílusú kolostor. A falu és a kolostor két ízben pusztult el.Az épület sorsáról a tatárjárást követően nem maradt fenn írásos emlék, de a 19. század első felében a falak magassága még 8-12 méter volt. Mind a két tornya állt egészen addig, míg a helyi földbirtokos az életveszélyessé váló északi tornyot el nem bontatta. A téglákat felajánlotta a református templom orgonaalapjának felépítésére. Herpály siralmas krónikája 1658-ban kezdődött, amikor a törökök oldalán harcoló krími tatárok felégették a Berettyó-völgyet, de ha nem is pusztultak el teljesen ezek a települések, az 1660-as Szejdi-dúlás végképp elűzi az itt lakókat. Berettyóújfalu 1608. május 23-án Báthory Gábor fejedelemtől nyer hajdúkiváltságot, de ezt a privilégiumát a század végére elveszíti. A herpályi toronyromot a helybeliek csonkatoronyként emlegetik. A déli torony 1854 óta magányosan mered az égre. Az 1970-es és 1980-as évek régészeti feltárásai során részben sikerült rekonstruálni az alapokat, ezek a toronnyal együtt ma is megtekinthetők.
A 19. század közepén elkezdődik a Berettyó szabályozása, jelentősen megváltozik a táj arculata: megszűnik a régi „vízi világ”, lassan visszahúzódik a mocsár, a Sárrét. 1858-ban átadják a Püspökladány–Nagyvárad-vasútvonalat, ez további lendületet ad a gazdaság fejlődésének. A település 1920–1940 és 1945–1950 között Bihar vármegye székhelye volt, mivel a trianoni békeszerződés alapján Nagyvárad Romániához került. Faluváros, ahogy a helyi irodalmi élet kiemelkedő alakja, Nadányi Zoltán költő nevezi. „Ez a falu várost evett”: új megyeháza, polgári iskola, kórház, leventeház, tisztviselőtelep épült az 1920-as években. Városi rangot 1978-ban kapott. Vonzáskörzete ma is nagy, fontos gazdasági és kulturális centrum. Öt középiskolája miatt igazi diákváros, területi kórháza pedig jelentős egészségügyi központ. Féltett műemléke a herpályi Csonkatorony. Az már csak kuriózum, hogy az 1817-ben újjáépített református templom orgonáján egykor Liszt Ferenc is játszott.
Az 1950-es megyerendezés során Bihar megye beolvadt az ekkor létrehozott Hajdú-Bihar megyébe, ezzel Berettyóújfalu megyeszékhely szerepe is megszűnt. 1970-ben hozzácsatolták a Berettyó másik oldalán lévő Berettyószentmártont, és 1978-ban városi rangot kapott.
A város délnyugati részén éves szinten 680 MWh villamosenergia termelésére képes naperőművet adtak át 2015. január 20-án. A naperőmű 240 háztartás energiaszükségleteit képes fedezni. A beruházás mintegy 300 millió forintba került, melyből 120 millió forint vissza nem térítendő, uniós támogatás volt. A telep 1 hektáros területén 2277 darab napelemet telepítettek, amely 495 kWh teljesítményre képes.

## Iskolái

###### Alapfokú intézmények
- Berettyóújfalui József Attila Általános Iskola és Alapfokú Művészeti Iskola
- Berettyóújfalui József Attila Általános Iskola Széchenyi István Tagiskolája
- Berettyóújfalui II. Rákóczi Ferenc Általános Iskola
- Berettyóújfalui II. Rákóczi Ferenc Általános Iskolam Hunyadi Mátyás Tagiskolája
- Bihari Alapfokú Művészetoktatási Intézményegység - Berettyóújfalu Városi Zeneiskola
- Diószegi Kis István Református Két Tanítási Nyelvű Általános Iskola és Alapfokú Művészeti Iskola

###### Berettyóújfalui Szakképzési Centrum
- Berettyóújfalui SZC Arany János Gimnázium és Technikum
- Berettyóújfalui SZC Bessenyei György Technikum
- Berettyóújfalui SZC Eötvös József Szakképző Iskola
- Északi ASzC Széchenyi István Mezőgazdasági és Élelmiszeripari Technikum, Szakképző Iskola és Kollégium Brózik Dezső Tagintézménye

## Egyházak
- Berettyóújfalui Római Katolikus Plébánia
- Berettyóújfalui Református Egyházközség
- Berettyószentmártoni Református Egyházközség
- Berettyóújfalui Baptista Gyülekezet

## Közélete

### Polgármesterei
| Időszak   | Név             | Jelölő szervezet(ek)          | Megjegyzés |
| --------- | --------------- | ----------------------------- | ---------- |
| 1990–1994 | Szeifert Ferenc | MDF                           |            |
| 1994–1998 | Szeifert Ferenc | MDF-FKgP                      |            |
| 1998–2002 | Szeifert Ferenc | FKgP-KDNP                     |            |
| 2002–2006 | Szeifert Ferenc | független                     |            |
| 2006–2010 | Szeifert Ferenc | MDF-Fidesz-BERÚJE-KDNP-Magosz |            |
| 2010–2014 | Muraközi István | Fidesz                        |            |
| 2014–2019 | Muraközi István | Fidesz-KDNP                   |            |
| 2019–2024 | Muraközi István | Fidesz-KDNP                   |            |
| 2024–     | Muraközi István | Fidesz-KDNP                   |            |

### A képviselő-testület tagjai (2024. október 1-től)
| Önkormányzati képviselő | Önkormányzati képviselő | Jelölő szervezet(ek)        | Mandátumszerzés helye            |
| ----------------------- | ----------------------- | --------------------------- | -------------------------------- |
| 1                       | Kiss Tamás              | Fidesz-KDNP                 | 01. számú egyéni választókerület |
| 2                       | Csarkó Imre             | Fidesz-KDNP                 | 02. számú egyéni választókerület |
| 3                       | Nagy Istvánné           | Fidesz-KDNP                 | 03. számú egyéni választókerület |
| 4                       | Nagy László Csaba       | Fidesz-KDNP                 | 04. számú egyéni választókerület |
| 5                       | Dr. Zákány Zsolt        | független                   | 05. számú egyéni választókerület |
| 6                       | Papp Máté               | Fidesz-KDNP                 | 06. számú egyéni választókerület |
| 7                       | Ráczné Vetési Enikő     | Fidesz-KDNP                 | 07. számú egyéni választókerület |
| 8                       | Bónácz János            | Fidesz-KDNP                 | 08. számú egyéni választókerület |
| 9                       | Szántai László          | Berettyó Közéleti Egyesület | Települési kompenzációs lista    |
| 10                      | Lencsésné Gál Mária     | Berettyó Közéleti Egyesület | Települési kompenzációs lista    |
| 11                      | Kerecsenyi Tibor        | Mi Hazánk                   | Települési kompenzációs lista    |

### Országgyűlési képviselők 1848-tól
| országgyűlés                | képviselő                                    | jelölő szervezet                     |
| --------------------------- | -------------------------------------------- | ------------------------------------ |
| 1848–1849. évi országgyűlés | Szivák Miklós (1848-1849) Beőthy Ödön (1849) |                                      |
| 1865–1869. évi országgyűlés | Csanády Sándor                               | Szélsőbal                            |
| 1869–1872. évi országgyűlés | Csanády Sándor                               | Szélsőbal                            |
| 1875–1878. évi országgyűlés | Csanády Sándor                               | Függetlenségi Párt                   |
| 1878–1881. évi országgyűlés | Csanády Sándor                               | Függetlenségi Párt                   |
| 1881–1884. évi országgyűlés | Beőthy Andor                                 | Függetlenségi Párt                   |
| 1884–1887. évi országgyűlés | báró Orbán Balázs (1884-1890)                | Függetlenségi és Negyvennyolcas Párt |
| 1887–1892. évi országgyűlés | báró Orbán Balázs (1884-1890)                | Függetlenségi és Negyvennyolcas Párt |
| 1887–1892. évi országgyűlés | Csanády Sándor (1890-1892)                   | Függetlenségi és Negyvennyolcas Párt |
| 1892–1896. évi országgyűlés | Csanády Sándor (1890-1892)                   | Függetlenségi és Negyvennyolcas Párt |
| 1892–1896. évi országgyűlés | Szunyogh Szabolcs (1892-1896)                | Szabadelvű Párt                      |
| 1896–1901. évi országgyűlés | nyírbátori Leszkay Gyula                     | Függetlenségi és Negyvennyolcas Párt |
| 1901–1905. évi országgyűlés | nyírbátori Leszkay Gyula                     | Függetlenségi és Negyvennyolcas Párt |
| 1905–1906. évi országgyűlés | nyírbátori Leszkay Gyula                     | Függetlenségi és Negyvennyolcas Párt |
| 1906–1910. évi országgyűlés | nyírbátori Leszkay Gyula                     | Függetlenségi és Negyvennyolcas Párt |
| 1910–1918. évi országgyűlés | Ertsey Péter                                 | Nemzeti Munkapárt                    |
| 1920–1922. évi országgyűlés | piskárosi Dr. Szilágyi Lajos                 | Pártonkívüli                         |
| 1922–1926. évi országgyűlés | piskárosi Dr. Szilágyi Lajos                 | Pártonkívüli                         |
| 1927–1931. évi országgyűlés | piskárosi Dr. Szilágyi Lajos                 | Pártonkívüli ellenzéki               |
| 1931–1935. évi országgyűlés | piskárosi Dr. Szilágyi Lajos                 | Pártonkívüli ellenzéki               |
| 1935–1939. évi országgyűlés | Dr. Molnár Imre                              | Nemzeti Egység Pártja                |
| 1939–1944. évi országgyűlés | Vajay Károly                                 | Magyar Élet Pártja                   |
| 1945–1947. évi országgyűlés | listás választási rendszer                   | listás választási rendszer           |
| 1947–1949. évi országgyűlés | listás választási rendszer                   | listás választási rendszer           |
| 1949–1953. évi országgyűlés | listás választási rendszer                   | listás választási rendszer           |
| 1953–1958. évi országgyűlés | listás választási rendszer                   | listás választási rendszer           |
| 1958–1963. évi országgyűlés | listás választási rendszer                   | listás választási rendszer           |
| 1963–1967. évi országgyűlés | listás választási rendszer                   | listás választási rendszer           |
| 1967–1971. évi országgyűlés | listás választási rendszer                   | listás választási rendszer           |
| 1967–1971. évi országgyűlés | listás választási rendszer                   | listás választási rendszer           |
| 1971–1975. évi országgyűlés | listás választási rendszer                   | listás választási rendszer           |
| 1975–1980. évi országgyűlés | listás választási rendszer                   | listás választási rendszer           |
| 1980–1985. évi országgyűlés | Schnitzler József                            | Hazafias Népfront                    |
| 1985–1990. évi országgyűlés | Hamvas Katalin (1985-1989)                   | Hazafias Népfront                    |
| 1985–1990. évi országgyűlés | Fodor Erzsébet (1989-1990)                   | Hazafias Népfront                    |
| 1990–1994. évi országgyűlés | Sápi József                                  | Magyar Demokrata Fórum               |
| 1994–1998. évi országgyűlés | Szilágyi Péter                               | Magyar Szocialista Párt              |
| 1998–2002. évi országgyűlés | Szilágyi Péter                               | Magyar Szocialista Párt              |
| 2002–2006. évi országgyűlés | Dr. Vitányi István                           | Fidesz–MDF                           |
| 2006–2010. évi országgyűlés | Gyula Ferencné                               | Magyar Szocialista Párt              |
| 2010–2014. évi országgyűlés | Dr. Vitányi István                           | Fidesz-KDNP                          |
| 2014–2018. évi országgyűlés | Dr. Vitányi István                           | Fidesz-KDNP                          |
| 2018–2022. évi országgyűlés | Dr. Vitányi István                           | Fidesz-KDNP                          |
| 2022–2026. évi országgyűlés | Dr. Vitányi István                           | Fidesz-KDNP                          |

## Népesség
A település népességének változása:

### Népcsoportok, felekezetek
2011-ben a város lakosságának 96%-a magyar, 2%-a cigány, 0,5% román, 0,4%-a német nemzetiségűnek vallotta magát. A városban egyéb nemzetiségek is fellelhetők mint például bolgár, lengyel, örmény és szerb. Történelmileg református többségű település. 2011-ben a város lakosságának 39%-a református (6007 fő), 7%-a katolikus ebből 6%-a római katolikus, 1%-a görögkatolikus (összesen 1089 fő), 274 fő más vallási közösséghez, felekezethez tartozik, 150 fő ateista, vallási közösséghez, felekezethez nem tartozik 3853 fő, 4051 fő nem kívánt válaszolni, 
2022-ben a város lakossága 14301 fő, melyből 6928 férfi és 7373 nő volt. A legutóbbi népszámlálás alapján a város lakosságának 90%-a magyar, 1,31%-a cigány, 0,4%-a román, 0,12%-a német nemzetiségűnek vallotta magát. A városban élnek még kisebb számban bolgárok, lengyelek, szlovákok, szerbek is. A város lakosságának 9%-a nem kívánt válaszolni a nemzetiségi kérdésre (1297 fő). A lakosság 5,54%-a katolikus, ebből 4,41% római katolikus, míg 1,13% görögkatolikus. A reformátusok részaránya 33%, az evangélikusé 0,11%, ortodox keresztény 0,24%, más keresztény felekezet tagja 2%. Vallási közösségekhez, felekezetekhez nem tartozóak részaránya 23,64%, míg nem kívánt válaszolni 34,94%-a a lakosságnak.

## Nevezetességei

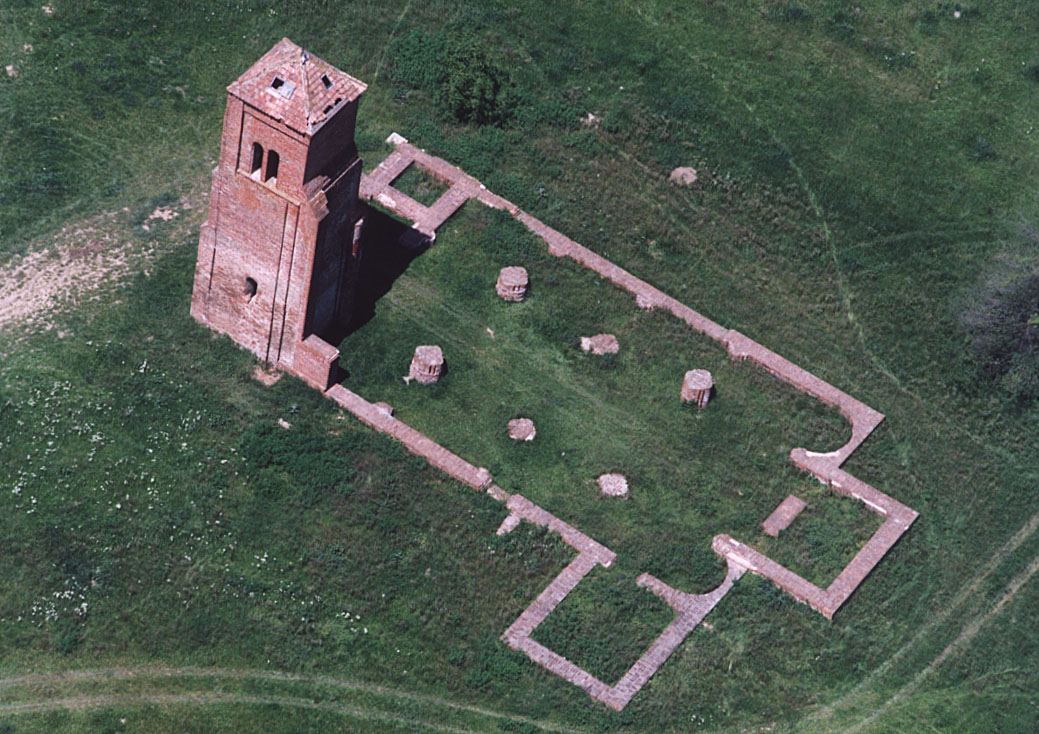
A herpályi Csonkatorony

- Berettyóújfalui Uszoda, Strand- és Gyógyfürdő
- A herpályi Csonkatorony, az egykori Herpály nevű település 12. században román stílusban épült monostorának maradványa
- Bihari Múzeum
- Herpályi földvár
- Liszt Ferenc orgonája, a református templomban
- Turul-szobor[14]

Tejipara országos jelentőségű. Itt található a Gyermekváros, amely az Alföld egyik legnagyobb árvaháza volt.
A két Olimpiai emléktölgy, dr. Barcsay László kertje, a Korhány-ér és a herpályi templom környéke védett természeti értéket képeznek.

## Média
Berettyóújfalu rádiója, a Berettyó Live a 97,9 Mhz-en sugározza adásait.
Berettyó Televízió

## Ismert személyek

### Itt születtek
- Zöld Marci (1790 körül – 1816) híres alföldi (sárréti) betyárvezér
- Némethy Károly (1862. augusztus 2. – Budapest, 1941. december 22.) jogi doktor, miniszteri osztálytanácsos
- Miklós Jutka (1884. szeptember 7. – Créteil, Franciaország, 1976. február 18.) magyar költő, fotográfus
- Nyiry István (1887. október 8. – 1945. március 8.) magyar gépészmérnök, országgyűlési képviselő
- Kállai Gyula (1910. június 1. – 1996. március 12.) kommunista politikus, miniszterelnök
- Tardos Tibor (1918–2004) író, műfordító
- Matolcsi János (1923–1983) archeozoológus, 1955–1956-ban földművelésügyi miniszter, politikus, országgyűlési képviselő, 1957–1968-ban a Magyar Mezőgazdasági Múzeum igazgatója.
- Tardos Péter (1924–1984) újságíró, humorista, zene- és dalszerző, rádiós-televíziós szerkesztő.
- Makk Károly (1925–2017) filmrendező
- Szondy István (1925. december 29. – 2017. május 31.) olimpiai bajnok magyar öttusázó, vívó, sportlovagló, edző.
- Zám Tibor (1929. július 5. – Debrecen, 1984. április 24.) író.
- Jelenits István (1932–2024) piarista szerzetes
- Katona Imre (1943. november 12.–) színházi rendező, dramaturg
- Pálffy Ilona (1948–) jogász
- Prof. dr. Ádány Róza (1952. december 11. –) egyetemi tanár, a Debreceni Egyetem Orvos- és Egészségtudományi Centrum Népegészségügyi Karának dékánja
- Bujdosó Imre (1959. február 12. –) olimpiai bajnok kardvívó.
- Zsupos Zoltán (1959) magyar történész, néprajzkutató.
- Pálfi István (1966–2006) vállalkozó, alpolgármester, 2002-től országgyűlési képviselő, 2004-től az Európai Parlament tagja
- Duró József (1966–2022) labdarúgó
- Boros Krisztina (1974. május 6. –) magyar újságíró, szerkesztő-riporter, televíziós műsorvezető
- Tornyi Ildikó (1983. július 23. –) magyar színésznő (a helyi kórházban született, de nem helybéli)
- Vadász Dániel (1972–) operaénekes, kulturális menedzser

### Itt éltek, élnek
- Csatári Bálint (1949-2019) geográfus
- Juhász Miczura Mónika (1972) énekesnő
- Kabos Endre (1906-1944) vívó
- Kapusi Imre (1941) erdőmérnök, növénynemesítő
- Konrád György (1933-2019) Kossuth-díjas író, esszéíró, szociológus.
- L. Ritók Nóra (1960) pedagógus
- Nadányi Zoltán (1892-1955) költő, író, műfordító
- Nyíri István (1845-1922) gépészmérnök, malomüzem- és fürdőalapító
- O'sváth Pál (1831-1908) csendbiztos, helytörténeti író
- Orbán Balázs (1829-1890) író, néprajzi gyűjtő, fotográfus, országgyűlési képviselő
- Salamon Béla (1885-1965) színművész
- Sinka István (1897-1969) költő, író
- Szabó Pál (1893-1970) író, politikus

- Itt hunyt el Reszegi Lajos (1895-1964) levéltáros.

## Testvérvárosai
- Margitta, Románia[16]
- Porcia, Olaszország[16]
- Montegrotto Terme, Olaszország[16]
- Visnyij Volocsok, Oroszország[16]

## Intézményei, szervezetei

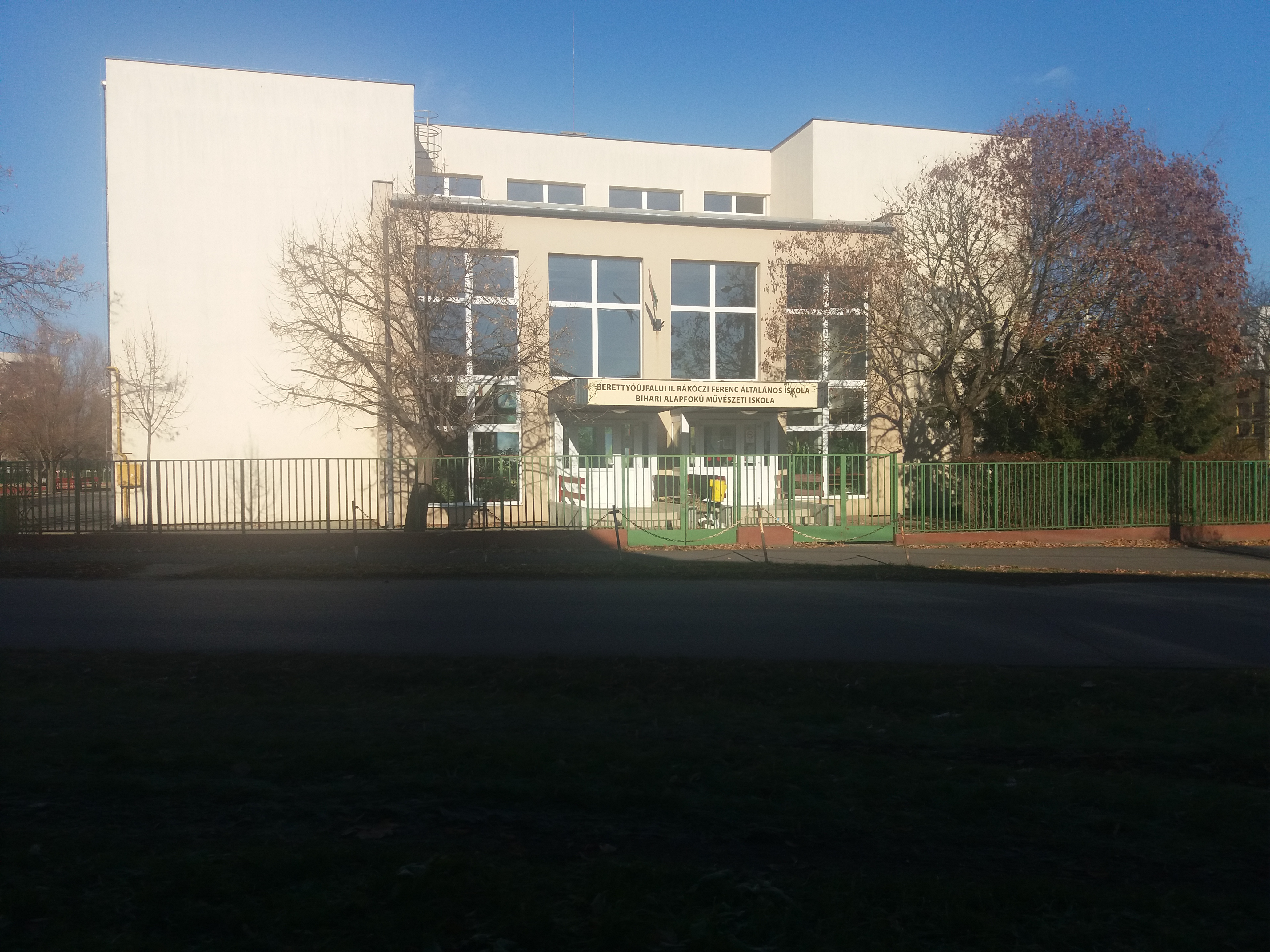
II. Rákóczi Ferenc Általános Iskola

- Bihari Természetbarát Egyesület

## Sportélete
- Berettyó Cápák SE
- Berettyó MSE
- Berettyóújfalui SE
- Bihari Női Futball Klub
- MVFC Berettyóújfalu

## A település az irodalomban
- Szabó Pál Az inasok gyűrűje című novellája „az újfalusi nagyvásár” idején játszódik, és arról szól, hogy két juhász hogyan tréfálja meg a járókelőket bosszantó borbélyinast.
- Konrád György Elutazás és hazatérés című önéletrajzi regényének fontos helyszíne a település.